# 梅肯鎮區 (伊利諾伊州比羅縣)
梅肯鎮區（英語：Macon Township）是位於美國伊利諾伊州比羅縣的一個行政鎮區。

## 地方資料
根據2010年美國人口普查的數據，梅肯鎮區的面積為94.80平方千米，當中陸地面積為94.80平方千米，而水域面積為0.00平方千米。當地共有人口208人，而人口密度為每平方千米2.19人。